# Liste von Kunstwerken im öffentlichen Raum in Luzern
Dies ist eine Liste von Kunstwerken im öffentlichen Raum in Luzern. Sie enthält öffentlich zugängliche Objekte in Luzern (Kanton Luzern, Schweiz).
| Foto                                               |                 | Objekt                                             |                              | Typ                               |  |                 | Teil von            | Standort                               | Künstler                        | Datierung | Beschreibung                                              |
| -------------------------------------------------- | --------------- | -------------------------------------------------- | ---------------------------- | --------------------------------- |  | --------------- | ------------------- | -------------------------------------- | ------------------------------- | --------- | --------------------------------------------------------- |
| Speuzerbrunnen                                     | Datei hochladen | Speuzerbrunnen                                     |                              | Brunnen                           |  | Brunnen         |                     | Schirmerstrasse ·                      |                                 |           |                                                           |
| BW                                                 | Datei hochladen | Zeitgeist                                          |                              | Statue                            |  |                 | Bahnhof Luzern      | Bahnhofplatz ·                         | Richard Kissling                |           |                                                           |
| Baigneuse-Brunnen                                  | Datei hochladen | Baigneuse-Brunnen                                  |                              | Brunnen                           |  | Brunnen         |                     | Seidenhofstrasse ·                     | Hermann Haller                  |           |                                                           |
| Schwingerdenkmal                                   | Datei hochladen | Schwingerdenkmal                                   |                              | Skulptur, Denkmal                 |  | Denkmal         |                     | Inseliquai ·                           | Hugo Siegwart                   | 1905      | Errichtet 1908 auf dem Kurplatz. Später hierher versetzt. |
| Steppenfigur                                       | Datei hochladen | Steppenfigur                                       |                              | Skulptur                          |  |                 |                     | General-Guisan-Quai                    |                                 |           |                                                           |
| Mann und Weib                                      | Datei hochladen | Mann und Weib                                      |                              | Statue                            |  |                 | Dreilindenpark      | Koordinaten fehlen! Hilf mit.          | Rudolf Blättler                 | 1992      |                                                           |
| Hippomenes und Atalante                            | Datei hochladen | Hippomenes und Atalante                            |                              | Statuengruppe                     |  |                 |                     | Koordinaten fehlen! Hilf mit.          | Hans Erni                       |           | Statuen von Atalante und Hippomenes                       |
| Tellbrunnen                                        | Datei hochladen | Tellbrunnen                                        |                              | Statue, Brunnen                   |  | Brunnen         | Lindengarten        | Obergrundstrasse/Taubenhausstrasse ·   |                                 |           | Brunnen mit Statue von Wilhelm Tell                       |
| Statue des ehemaligen Strassenwischers Heinz Gilli | Datei hochladen | Statue des ehemaligen Strassenwischers Heinz Gilli |                              | Statue, Kreiselinstallation Beton |  | Verkehrskreisel |                     | Baselstrasse/Kreutzstutz/Bernstrasse · | Christoph Fischer               | 2017      | Standbild von Heinz Gilli Grösse: 3,5 m                   |
| Büste von Hans Rudolf Meyer                        | Datei hochladen | Büste von Hans Rudolf Meyer                        |                              | Büste, Grabmal Bronze             |  | Denkmal         | Friedhof Friedental | Koordinaten fehlen! Hilf mit.          |                                 |           | Grab von Hans Rudolf Meyer (1922–2005)                    |
| Weinmarktbrunnen                                   | Datei hochladen | Weinmarktbrunnen                                   | Wikidata zu Weinmarktbrunnen | Brunnen                           |  | Brunnen         |                     | Weinmarkt ·                            | Konrad Lux                      |           |                                                           |
| BW                                                 | Datei hochladen | Löwendenkmal                                       |                              | Denkmal                           |  | Denkmal         |                     | Denkmalstrasse ·                       | Bertel Thorvaldsen, Lukas Ahorn | 1821      |                                                           |